# Terry Porter (kosárlabdázó)
Terry Porter (Milwaukee, Wisconsin, 1963. április 8. –) amerikai kosárlabdázó és kosárlabdaedző. A Portland Trail Blazers az 1985-ös NBA-draftben választotta ki, és tíz évig maradt a csapat tagja. 2016 és 2021 között a Portland Pilots vezetőedzője volt.
Öt testvére van. A 2010–11-es NBA-szezon kezdete előtt a Portland Trail Blazers televíziós műsorvezetője, 2014-ben pedig nagykövete lett. 2008. december 16-án 30-as mezszámát a Trail Blazers visszavonultatta.

## Játékosként

### Egyetemi csapatokban
A UWSP Pointersnél töltött négy szezonja alatt mérkőzésenként átlagosan 13,5 pontot szerzett. Kétszer nyerte el az All-America elismerést; második évében a NAIA az év játékosának választotta és 1984-ben a bajnokság legértékesebb játékosának nevezték.
Az 1984-es olimpiai selejtezőn a legjobb húsz játékos közé jutott, de 1983. május 13-án kiesett. A selejtezők után több NBA-beli csapat is felfigyelt védőtechnikájára. Két szezont követően dobóhátvédből irányító lett. Később több kategóriában is elnyerte az All-America elismerést.
Kommunikáció szakos diplomáját 1993-ban szerezte a UWSP-n. 1999-ben tiszteletbeli öregdiák címmel tüntették ki.

### Profi csapatokban

#### Portland Trail Blazers
Az 1985-ös NBA-draftben a Chicago Bulls, az Atlanta Hawks, a Golden State Warriors és a San Antonio Spurs is kiválasztotta; a legtöbben úgy gondolták, hogy a Houston Rockets játékosa lesz, míg mások szerint a Detroit Pistons fogja szerződtetni. Sam Vincent után a második legjobb irányítónak tartották. 1985 június 18-án a Portland Trail Blazers választotta ki.
1987. február 5-én karrierjében először három kategóriában is két számjegyű pontot szerzett: a Los Angeles Lakers elleni mérkőzésen 18 pontja, 10 labdavisszaszerzése és 13 passza volt. Egy hónappal később a Seattle SuperSonics elleni játékon 14 pontot szerzett.
Az 1987–88-as szezonban mérkőzéseként 10,1-es átlaggal ő volt az egyetlen, akinek passzátlaga két számjegyű volt. A Golden State Warriors elleni, 1988. március 18-ai mérkőzésen negyven, míg a Utah Jazz elleni, április 14-ei játékon 25 pontot szerzett.
1990-ben és 1992-ben vett részt NBA-bajnokságon, valamint 1991-ben és 1993-ban az NBA All-Star Game-en. 1993-ban elnyerte a J. Walter Kennedy-díjat. 2010-ben 5319-es értékkel ő vezette a csapat passzranglistáját.

#### Minnesota Timberwolves
Az 1995–96-os szezon kezdete előtt szabadúszóként a Minnesota Timberwolves játékosa lett. Az 1996–97-es volt a csapat első nyertes szezonja.

#### Miami Heat
1999. január 22-én a Miami Heat játékosa lett. Február 9-én 21 ponttal szezonrekordot állított fel.

#### San Antonio Spurs
Az 1999–2000-es szezon kezdete előtt a San Antonio Spurshoz szerződött. A 2001-es NBA-rájátszás során a csapat a konferenciabajnokság döntőjéig jutott.
Porter a 2001–02-es szezont követően visszavonult.

## Edzőként

### NBA
Pályafutásának első, 2002–03-as szezonját a Sacramento Kings helyetteseként töltötte.
2003. augusztus 6-án a Milwaukee Bucks nyolcadik vezetőedzője lett. Az NBA-draft sorsolását követően a csapat nem vehetett részt a rájátszáson, és Portert 2005-ben kirúgták. A következő évet fia iskolájának edzőjeként töltötte, a 2006–07-es szezonban pedig a Detroit Pistons munkatársa lett.
2008. június 9-én a Phoenix Suns vezetőedzőjévé nevezték ki; 2009. február 16-án kirúgták.
2011. december 6-án a Minnesota Timberwolvesnál Rick Alderman helyettese lett, majd 2013. január 8-án Alderman távolléte miatt ideiglenes vezetőedzővé nevezték ki.

### Portland Pilots
2016. április 2-án a Portland Pilots férfikosárlabda-csapatának vezetőedzőjévé nevezték ki. 2021. február 5-én az öt szezon alatt elért 43–103-as eredmény miatt kirúgták.

## NBA-statisztika

### Szezon
| Szezon                      | Csapat                 | GP   | GS  | MPG  | FG%  | 3P%  | FT%  | RPG | APG  | SPG | BPG | PPG  |
| --------------------------- | ---------------------- | ---- | --- | ---- | ---- | ---- | ---- | --- | ---- | --- | --- | ---- |
| 1985–86                     | Portland Trail Blazers | 79   | 3   | 15,4 | .474 | .310 | .806 | 1,5 | 2,5  | 1   | .0  | 7,1  |
| 1986–87                     | Portland Trail Blazers | 80   | 80  | 33,9 | .488 | .217 | .838 | 4,2 | 8,9  | 2   | .1  | 13,1 |
| 1987–88                     | Portland Trail Blazers | 82   | 82  | 36,5 | .519 | .348 | .846 | 4,6 | 10,1 | 1,8 | .2  | 14,9 |
| 1988–89                     | Portland Trail Blazers | 81   | 81  | 38,3 | .471 | .361 | .840 | 4,5 | 9,5  | 1,8 | .1  | 17,7 |
| 1989–90                     | Portland Trail Blazers | 80   | 80  | 34,8 | .462 | .374 | .892 | 3,4 | 9,1  | 1,9 | .1  | 17,6 |
| 1990–91                     | Portland Trail Blazers | 81   | 81  | 32,9 | .515 | .415 | .823 | 3,5 | 8    | 2   | .1  | 17   |
| 1991–92                     | Portland Trail Blazers | 82   | 82  | 34   | .461 | .395 | .856 | 3,1 | 5,8  | 1,5 | .1  | 18,1 |
| 1992–93                     | Portland Trail Blazers | 81   | 81  | 35,6 | .454 | .414 | .843 | 3,9 | 5,2  | 1,2 | .1  | 18,2 |
| 1993–94                     | Portland Trail Blazers | 77   | 34  | 26,9 | .416 | .390 | .872 | 2,8 | 5,2  | 1   | .2  | 13,1 |
| 1994–95                     | Portland Trail Blazers | 35   | 9   | 22   | .393 | .386 | .707 | 2,3 | 3,8  | .9  | .1  | 8,9  |
| 1995–96                     | Minnesota Timberwolves | 82   | 40  | 25,3 | .442 | .314 | .785 | 2,6 | 5,5  | 1,1 | .2  | 9,4  |
| 1996–97                     | Minnesota Timberwolves | 82   | 20  | 19,1 | .416 | .335 | .765 | 2,1 | 3,6  | .7  | .1  | 6,9  |
| 1997–98                     | Minnesota Timberwolves | 82*  | 8   | 21,8 | .449 | .395 | .856 | 2   | 3,3  | .8  | .2  | 9,5  |
| 1998–99                     | Miami Heat             | 50*  | 1   | 27,3 | .465 | .411 | .831 | 2,8 | 2,9  | 1   | .2  | 10,5 |
| 1999–00                     | San Antonio Spurs      | 68   | 8   | 23,7 | .447 | .435 | .806 | 2,8 | 3,3  | .7  | .1  | 9,4  |
| 2000–01                     | San Antonio Spurs      | 80   | 42  | 21   | .448 | .424 | .793 | 2,5 | 3,1  | .7  | .1  | 7,2  |
| 2001–02                     | San Antonio Spurs      | 72   | 0   | 18   | .424 | .415 | .819 | 2,3 | 2,8  | .6  | .2  | 5,5  |
| Összesen:                   | Összesen:              | 1274 | 732 | 27,8 | .463 | .386 | .836 | 3   | 5.6  | 1,2 | .1  | 12,2 |
| All-Star:                   | All-Star:              | 2    | 0   | 17   | .357 | .143 | –    | 1,5 | 3,5  | 1,5 | .5  | 5,5  |
| Jelmagyarázat: * Ligavezető |                        |      |     |      |      |      |      |     |      |     |     |      |

### Rájátszás
| Év        | Csapat                 | GP  | GS | MPG  | FG%  | 3P%  | FT%  | RPG | APG | SPG | BPG | PPG  |
| --------- | ---------------------- | --- | -- | ---- | ---- | ---- | ---- | --- | --- | --- | --- | ---- |
| 1986      | Portland Trail Blazers | 4   | 0  | 17   | .444 | .167 | .500 | 1,3 | 3   | .8  | .5  | 6,8  |
| 1987      | Portland Trail Blazers | 4   | 4  | 37,5 | .480 | .400 | .900 | 4,8 | 10  | 2,5 | .5  | 17   |
| 1988      | Portland Trail Blazers | 4   | 4  | 37,3 | .558 | .333 | .692 | 3,5 | 7   | 2,5 | 0   | 17   |
| 1989      | Portland Trail Blazers | 3   | 3  | 41,3 | .500 | .364 | .833 | 5,3 | 8,3 | .3  | .3  | 22   |
| 1990      | Portland Trail Blazers | 21  | 21 | 38,8 | .464 | .392 | .842 | 2,9 | 7,4 | 1,3 | .1  | 20,6 |
| 1991      | Portland Trail Blazers | 16  | 16 | 37,2 | .500 | .362 | .861 | 2,8 | 6,6 | 1,5 | .1  | 18,1 |
| 1992      | Portland Trail Blazers | 21  | 21 | 41,4 | .516 | .474 | .832 | 4,6 | 6,7 | 1   | 1   | 21,4 |
| 1993      | Portland Trail Blazers | 4   | 4  | 38   | .397 | .158 | .818 | 5   | 2   | 1   | 0   | 16,5 |
| 1994      | Portland Trail Blazers | 4   | 0  | 19   | .343 | .429 | .786 | 3   | 2,3 | 1   | 0   | 10,3 |
| 1995      | Portland Trail Blazers | 3   | 0  | 7    | .583 | .400 | .600 | 7   | 1,3 | 0   | 0   | 6,3  |
| 1997      | Minnesota Timberwolves | 3   | 0  | 15,3 | .385 | .333 | .750 | 1   | 3   | .7  | .7  | 5,3  |
| 1998      | Minnesota Timberwolves | 5   | 4  | 37,6 | .429 | .400 | .833 | 5   | 3,2 | 1   | 0   | 15,8 |
| 1999      | Miami Heat             | 5   | 0  | 27,8 | .469 | .250 | .800 | 3,8 | 3   | .6  | 0   | 9    |
| 2000      | San Antonio Spurs      | 4   | 0  | 22,3 | .258 | .286 | .000 | .3  | 1,3 | 1,5 | 0   | 5    |
| 2001      | San Antonio Spurs      | 13  | 13 | 25,1 | .453 | .333 | .773 | 1,8 | 3,4 | .8  | 0   | 8,3  |
| 2002      | San Antonio Spurs      | 10  | 0  | 13,1 | .371 | .294 | .500 | .9  | .8  | .4  | 0   | 3,3  |
| Összesen: | Összesen:              | 124 | 90 | 31,8 | .470 | .372 | .826 | 3   | 5   | 1,1 | .1  | 14,7 |

## Eredményei vezetőedzőként

### NBA
| Csapat          | Év        | Szezon | Szezon | Szezon | Szezon | Szezon                     | Rájátszás | Rájátszás | Rájátszás | Rájátszás | Rájátszás           |
| Csapat          | Év        | #      | GY     | V      | %      | Eredmény                   | #         | GY        | V         | %         | Eredmény            |
| --------------- | --------- | ------ | ------ | ------ | ------ | -------------------------- | --------- | --------- | --------- | --------- | ------------------- |
| Milwaukee Bucks | 2003–04   | 82     | 41     | 41     | .500   | 4. hely (Központi csoport) | 5         | 1         | 4         | .200      | Első kör (kikapott) |
| Milwaukee Bucks | 2004–05   | 82     | 30     | 52     | .366   | 5. hely (Központi csoport) | –         | –         | –         | –         | Nem jutott ki       |
| Phoenix Suns    | 2008–09   | 51     | 28     | 23     | .549   | Kirúgva                    | –         | –         | –         | –         | –                   |
| Összesen:       | Összesen: | 215    | 99     | 116    | .460   | –                          | 5         | 1         | 4         | .200      | –                   |

### Egyetemi
| Szezon                                  | Eredmény                                | Eredmény                                | Helyezés                                |
| Szezon                                  | Összesített                             | Konferencia                             | Helyezés                                |
| Portland Pilots (West Coast Conference) | Portland Pilots (West Coast Conference) | Portland Pilots (West Coast Conference) | Portland Pilots (West Coast Conference) |
| --------------------------------------- | --------------------------------------- | --------------------------------------- | --------------------------------------- |
| 2016–17                                 | 11–22                                   | 2–16                                    | 10.                                     |
| 2017–18                                 | 10–22                                   | 4–14                                    | 9.                                      |
| 2018–19                                 | 7–25                                    | 0–16                                    | 9.                                      |
| 2019–20                                 | 9–23                                    | 1–15                                    | 10.                                     |
| 2020–21                                 | 6–12                                    | 0–9                                     | –                                       |
| Összesen:                               | 43–104 (.293)                           | 7–70 (.091)                             | –                                       |

## Fordítás
- Ez a szócikk részben vagy egészben  a   Terry Porter című angol Wikipédia-szócikk ezen változatának fordításán alapul.  Az eredeti cikk szerkesztőit annak laptörténete sorolja fel. Ez a jelzés csupán a megfogalmazás eredetét és a szerzői jogokat jelzi, nem szolgál a cikkben szereplő információk forrásmegjelöléseként.